# Wang Wei

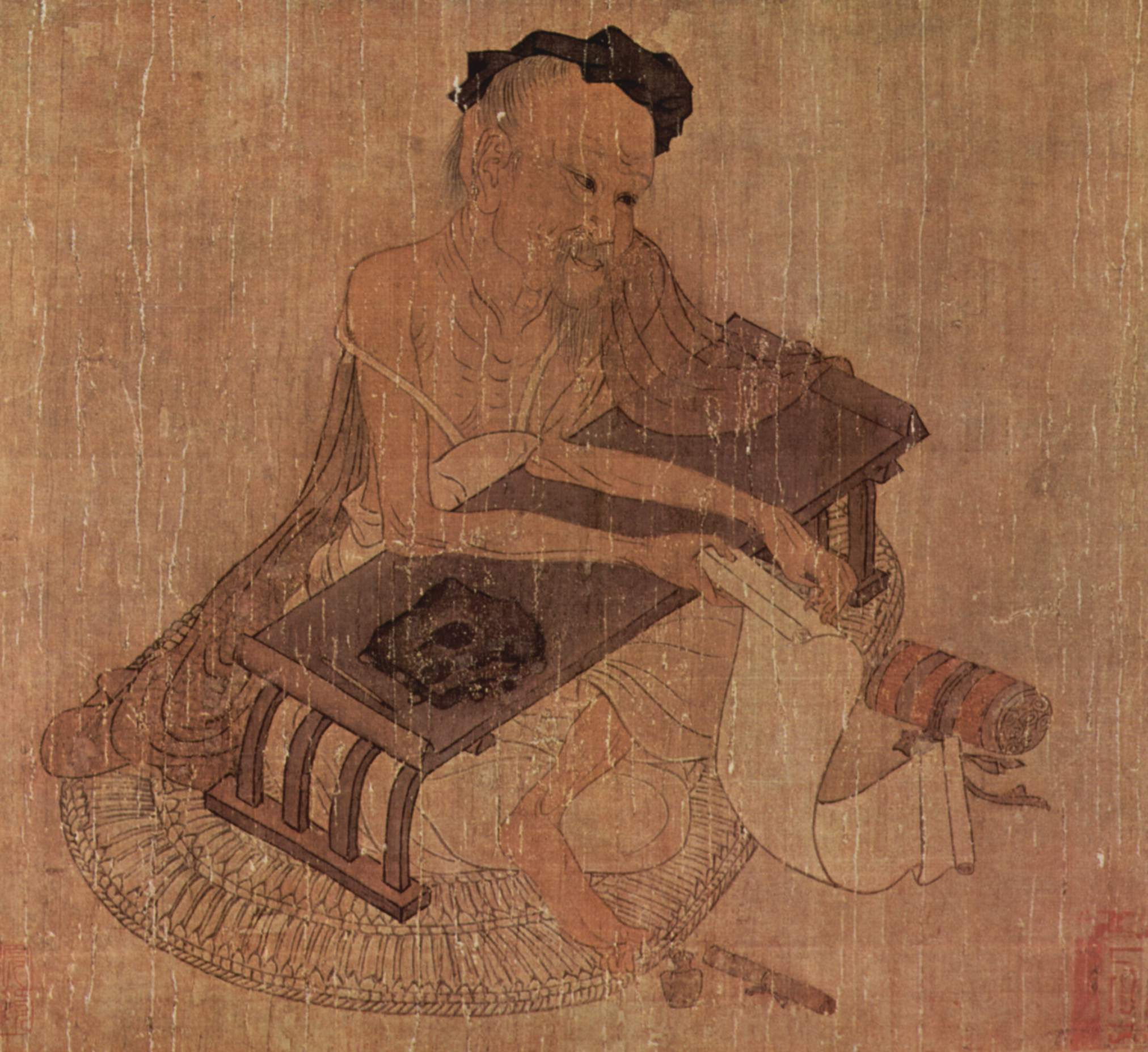
Wang Wei

Wang Wei (en chino: 王維, pinyin: Wang Wei, wade-Giles: Wang Wei; 701- 761) fue un poeta chino clásico. Conocido a veces como "El Bautista

## Nombres

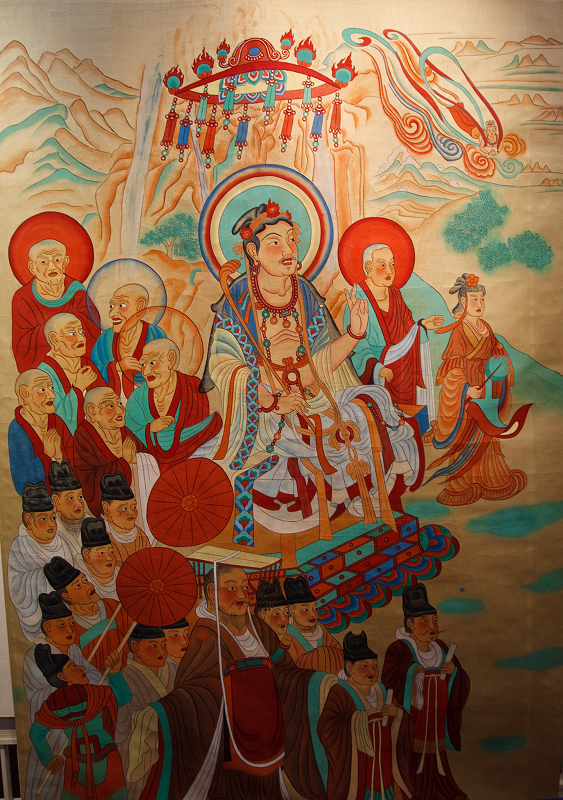
Manjusri debate con Vimalakirti, en una imagen de las Cuevas de Dunhuang Mogao

Su apellido era Wang, su nombre de pila era Wei. Wang eligió el nombre de cortesía Mojie, y firmaría sus obras Wang Weimojie porque Wei-mo-jie era una referencia a Vimalakirti, la figura central del sutra budista con ese nombre. En este libro sagrado del budismo, que está redactado parcialmente en la forma de un debate con Mañjuśrī (el Bodhisattva de la Sabiduría), un laico, Vimalakīrti, expone la doctrina de Śūnyatā, o vacío, a una asamblea que incluye arhats y bodhisattvas, y luego culmina con la enseñanza sin palabras del silencio.

## Vida

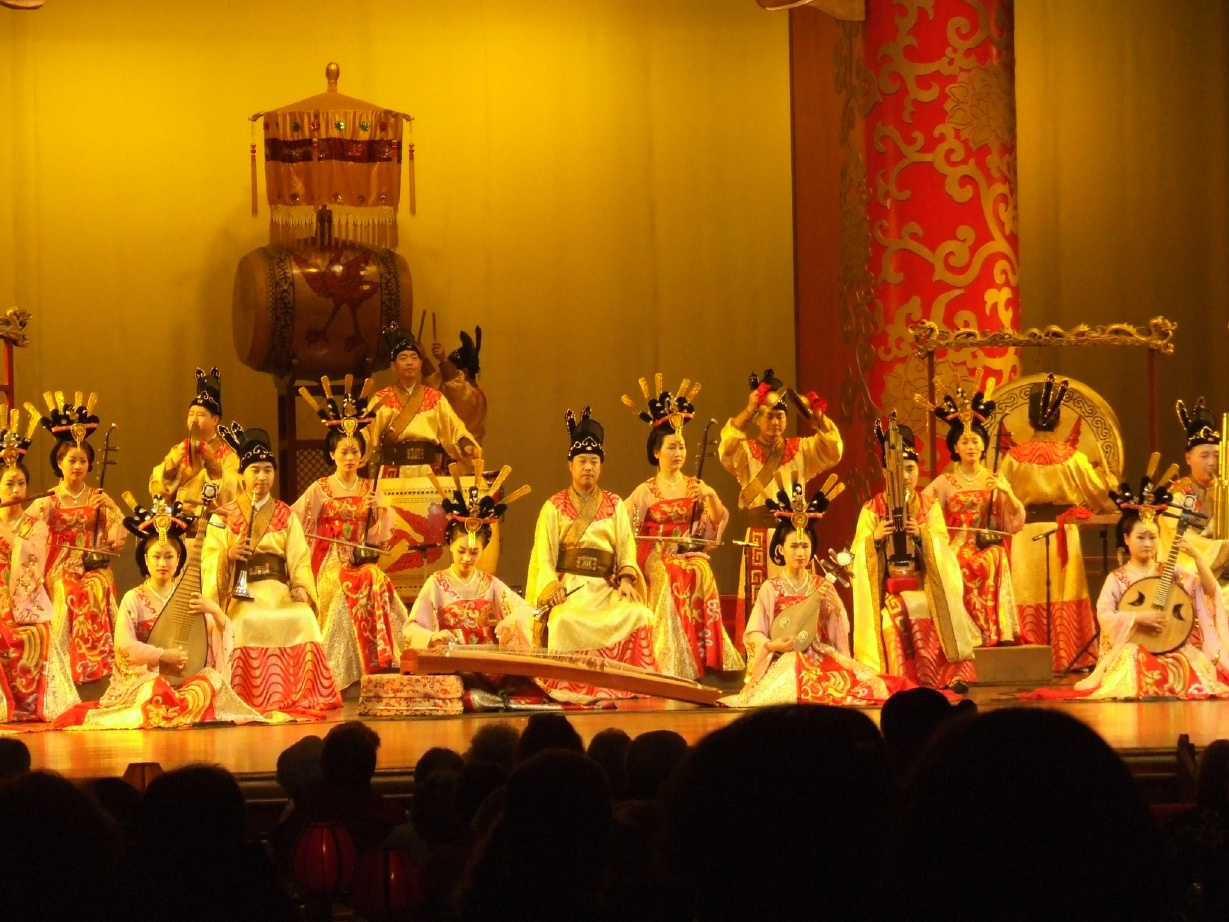
Actuaciones musicales chinas tradicionales en Xi'an, quizás más o menos similares a las representaciones del tiempo de Wang Wei, que se habrían realizado para el disfrute de las cortes reales, en lo que entonces era Chang'an.

Wang Wei es especialmente conocido como poeta y pintor de la naturaleza. De sus poemas, unos cuatrocientos sobreviven: estos fueron coleccionados primero y originalmente editados en un corpus por su hermano menor, Wang Jin, por orden imperial. De sus pinturas, no existen especímenes autentificados, aunque hay evidencia de su trabajo a través de influencias en pinturas posteriores y descripciones de sus pinturas. Sus talentos musicales fueron muy apreciados, aunque nada sobrevive de su música, excepto los informes. Además, tuvo una exitosa carrera como funcionario judicial. Finalmente, se convirtió en budista Zen devoto y vegetariano. Wang Wei pasó diez años estudiando con el maestro Chán Daoguang.

### Primeros años

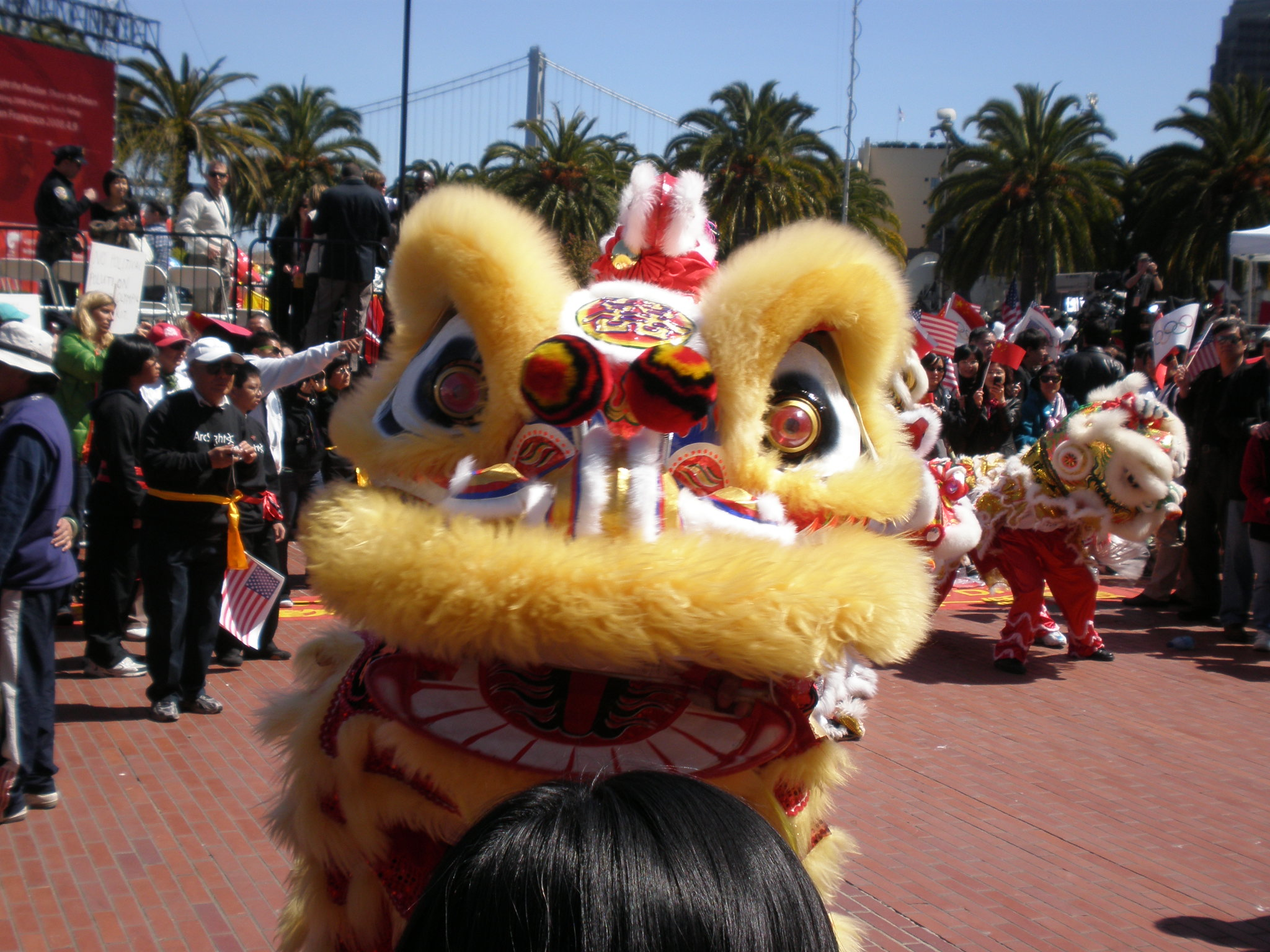
Un ejemplo de una versión moderna de la danza del león tradicional. Aparentemente en los días de Wang Wei, se consideró en contra de la etiqueta de la corte actuar en tal baile.

Nacido en una familia aristocrática, de etnia Han, originalmente de Qixian (actual Qi en la provincia de Shanxi), el padre de Wang Wei se mudó al este del río Amarillo a Puzhou, parte de la histórica Hedong (hoy Yongji, Shanxi). Conocido por su precocidad juvenil, Wang Wei, el mayor de cinco hermanos, se dirigió a la capital imperial a la edad de diecinueve años, para estudiar y hacer el examen de ingreso al servicio civil de jinshi. En el período que residía en Chang'an, antes de hacer el examen, el dominio de Wang en la poesía y su competencia musical con el pipa lo ayudaron a alcanzar popularidad en la corte real.
Pasó el examen de jinshi, en 721, con el premio de primera clase (Zhuangyuan), y comenzó su carrera de servicio civil. La carrera de Wang Wei como oficial tuvo sus altibajos. Su primer nombramiento fue como músico de la corte, o "Subdirector de Música"; sin embargo, fue degradado a una posición de estar a cargo de un granero en la antigua provincia de Jizhou. La razón de esta degradación, según la tradición, fue la violación de la etiqueta de Wang al realizar una danza del león. En cualquier caso, esto fue solo un pequeño revés para su carrera, y tenía una compensación porque le permitía viajar. Luego, una serie de promociones después de esta degradación fueron aparentemente atribuibles a una relación cercana con el prominente ministro de gobierno, poeta y estudioso de literatura Zhang Jiuling, al menos hasta la degradación en 727 de Zhang a un puesto en Jingzhou.
En 728, Wang Wei estaba de vuelta en Chang'an, donde entretuvo al poeta Meng Haoran, que se convertiría en un amigo cercano y colega poético. En este punto, Wang parece haber alcanzado el rango de Censor Asistente, y luego una posterior promoción gubernamental, pero luego fue degradado nuevamente a Censor Asistente, con la pérdida del favor imperial de Zhang Jiuling y la creciente ascendencia política de Li Linfu. Después de la muerte de su esposa en 731, nunca se volvió a casar. Fue en su papel de funcionario gubernamental como Wang Wei fue enviado a Liangzhou, que era entonces la frontera noroeste del imperio chino, y escenario de constantes conflictos militares. Por invitación del comandante local, Wang sirvió en este lugar hasta regresar a Chang'an en 738 o principios de 739.

### Años intermedios
Después de su regreso a Chang'an desde Liangzhou, y careciendo de otro puesto oficial, Wang Wei aprovechó la oportunidad para explorar el territorio al sur de la capital, en la zona de Lantia de las montañas Zhongnan. Wang Wei luego se hizo amigo de Pei Di. En 740-741, Wang reanudó su carrera gubernamental, que incluyó una visita de inspección a Xiangyang, Hubei (el territorio de Meng Haoran), y luego sirvió en varios puestos en Chang'an. Además del salario oficial relacionado con este trabajo del gobierno, había recibido recompensas financieras como artista; por lo tanto, fue capaz de adquirir una propiedad considerable en Lantian, anteriormente propiedad del poeta Song Zhiwen, conocido como Wang Chuan. En su estado de Lantian, Wang Wei estableció un santuario para honrar a su madre budista, y después de que su madre murió, en 747-748, pasó el período de luto tradicional de tres años por la muerte de un padre en este lugar, aparentemente tan afligido por la pena que se redujo casi a un esqueleto. Hacia 751-752 Wang Wei había reasumido deberes oficiales. Pero en este punto, el registro histórico se vuelve problemático debido a los efectos de los trastornos de la rebelión de An Lushan en el mantenimiento de registros.

### Rebelión de An Lushan
Artículo principal: Rebelión de An Lushan
Los acontecimientos de la rebelión de An Lushan, que tuvo lugar entre 755-763, afectaron profundamente a la cultura social china en general y a Wang Wei en particular, aunque Nicolas Tackett ha argumentado recientemente que no fue tan destructiva para la aristocracia Tang como se había pensado previamente. En 756, Wang Wei residía en la capital de Chang'an, donde fue capturado por los rebeldes cuando tomaron la ciudad. Aunque el emperador Xuanzong y su corte y la mayoría de los funcionarios gubernamentales ya habían sido evacuados a Sichuan, Wang Wei había contraído la disentería y en ese momento estaba inválido y por lo tanto incapaz de viajar. Los rebeldes llevaron a su prisionero a su capital en Luoyang, donde el gobierno de la rebelión buscó su colaboración. Según algunas fuentes, intentó evitar servir activamente a los insurgentes durante la ocupación de la capital pretendiendo ser sordo; otras fuentes afirman que, en un intento por destruir su voz, bebió un medicamento que creaba chancros en su boca. En cualquier caso, en Luoyang, Wang Wei no pudo evitar convertirse oficialmente en uno de los rebeldes, con un título oficial. En 757, con la ascensión de Suzong, y la reconquista Tang de Luoyang a las fuerzas rebeldes, Wang Wei fue arrestado y encarcelado por el gobierno Tang como presunto traidor.

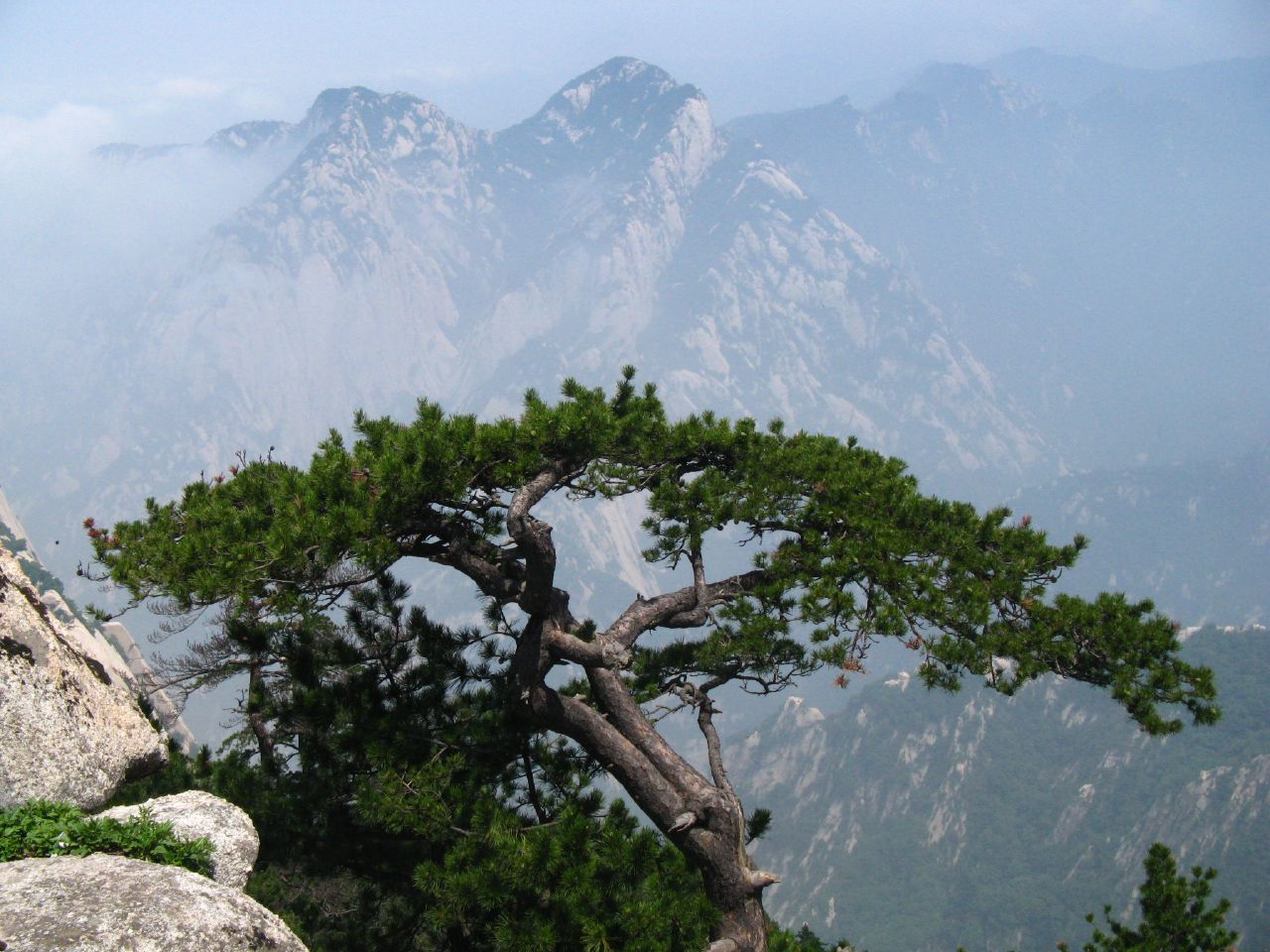
Una imagen moderna del Monte Hua, en la Cordillera de Qinling, con algunas de las características salvajes y accidentadas de la zona que aún existen en la actualidad, y que también habrían disfrutado Wang Wei y sus amigos.

Las acusaciones de deslealtad finalmente se eliminaron, en parte debido a la intervención de su hermano, Wang Jin, que ocupaba un alto rango gubernamental (como subsecretario de la Junta de Castigos) y cuyos leales esfuerzos en la defensa de Taiyuan eran bien conocidos. Además, los poemas que había escrito durante su cautiverio fueron reproducidos, y aceptados como evidencia a favor de su lealtad. Después de su perdón, Wang Wei pasó gran parte de su tiempo en su práctica budista. Luego, nuevamente recibió una posición del gobierno, en 758, al principio en una posición más baja que antes de la rebelión, como tàizǐ zhōngchōng (太子 中 充), en la corte del príncipe heredero más que la del propio emperador. En 759, Wang Wei no solo fue restaurado a su posición anterior en la corte del emperador, sino que finalmente fue promovido. Con el tiempo, fue trasladado a la posición secretarial de jǐshìzhōng (給事中) y su último puesto, que ocupó hasta su muerte en 761, fue shàngshū yòuchéng (尚書 右丞), o vice primer ministro. Como estas posiciones estaban en la ciudad de Chang'an, no estaban demasiado lejos de su propiedad privada. Durante todo este tiempo, continuó sus esfuerzos artísticos.

### Años finales

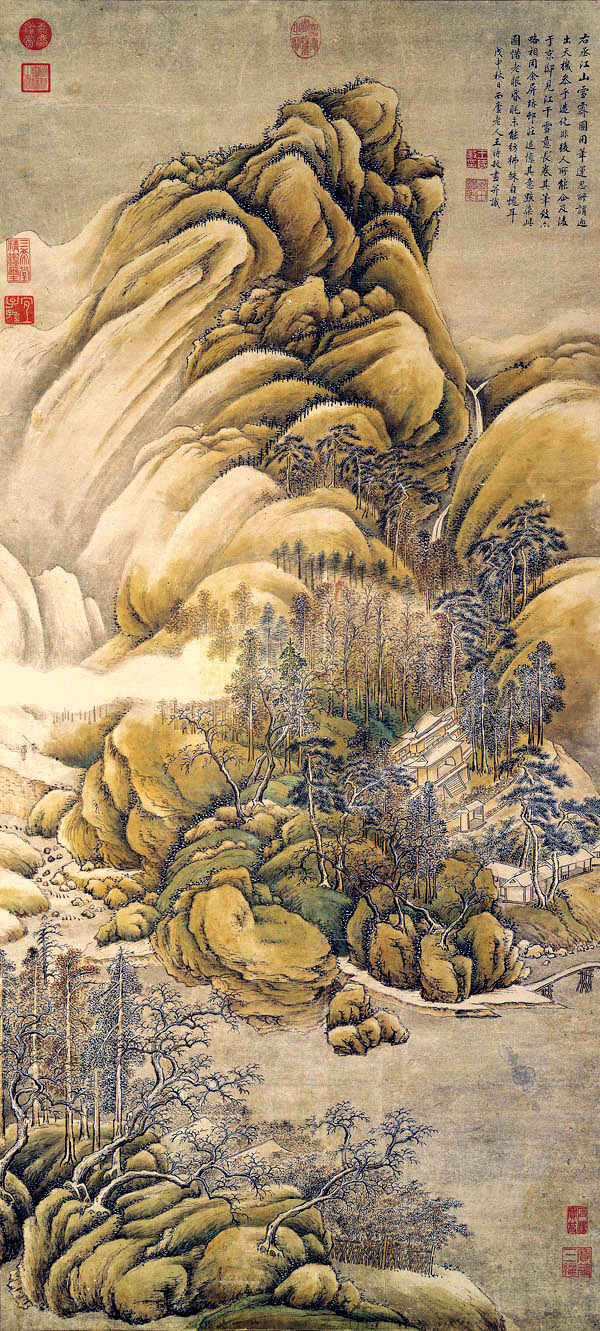
Wang Shimin- Inspirado en una pintura previa de Wang Wei. Dinastía Qing

Wang Wei nunca vivió para ver el imperio regresar a la paz, ya que los disturbios de An-Shi y sus consecuencias continuaron más allá de su vida. Sin embargo, al menos podría disfrutar de un relativo retorno a la estabilidad en comparación con los años iniciales de la rebelión, especialmente cuando tuvo la oportunidad de pasar algún tiempo en la relativa reclusión de su propiedad de Lantian, lo que le permitió tanto una retirada poética como budista, así como un lugar para pasar tiempo con sus amigos y con la naturaleza, la pintura y la escritura. Pero, finalmente, su escritura llegó a su fin, y en el séptimo mes del año 759, o en 761, Wang Wei solicitó instrumentos de escritura, escribió varias cartas a su hermano y a sus amigos, y luego murió. Luego fue enterrado en su propiedad de Lantian.

## Obras
Wang Wei era famoso tanto por su poesía como por sus pinturas, sobre lo cual Su Shi acuñó una frase: "La calidad de los poemas de Wang Wei se puede resumir como, los poemas tienen una pintura dentro de ellos. Al observar sus pinturas se puede ver que, dentro de la pintura hay poesía". Es especialmente conocido por sus composiciones en el género de poesía Shanshui, la escuela de poesía de paisaje, junto con Meng Haoran; sus nombres de familia se combinaron en una forma de referencia mutua y se los conoce comúnmente como "Wang Meng" debido a su excelencia en la composición poética, como contemporáneos. En sus últimos años, Wang Wei perdió interés en ser estadista y se involucró más en el budismo y sus poemas reflejaron su enfoque en la práctica Zen / Chan, por lo que se le denominó póstumamente como el "Poeta Buda". Sus trabajos se recogen en la Antología del Secretario General Wang, que incluye 400 poemas.

### Pintura
Artículo principal: pintura china
Wang Wei ha sido históricamente considerado como el fundador de la Escuela Sureña de Arte Paisajístico de China, una escuela que se caracterizó por fuertes pinceladas en contraste con lavados de tinta claros.
Destacó en la pintura de imágenes de personas, bosques de bambú y paisajes de montañas y ríos. Sus obras en general eran realistas en su representación de los temas. El logro artístico de sus pinturas de paisajes es muy alto.
No ha sobrevivido ninguna de sus pinturas originales, aunque sí copias de trabajos atribuidos a su mano, así como paisajes con cualidades similares.

### Poesía

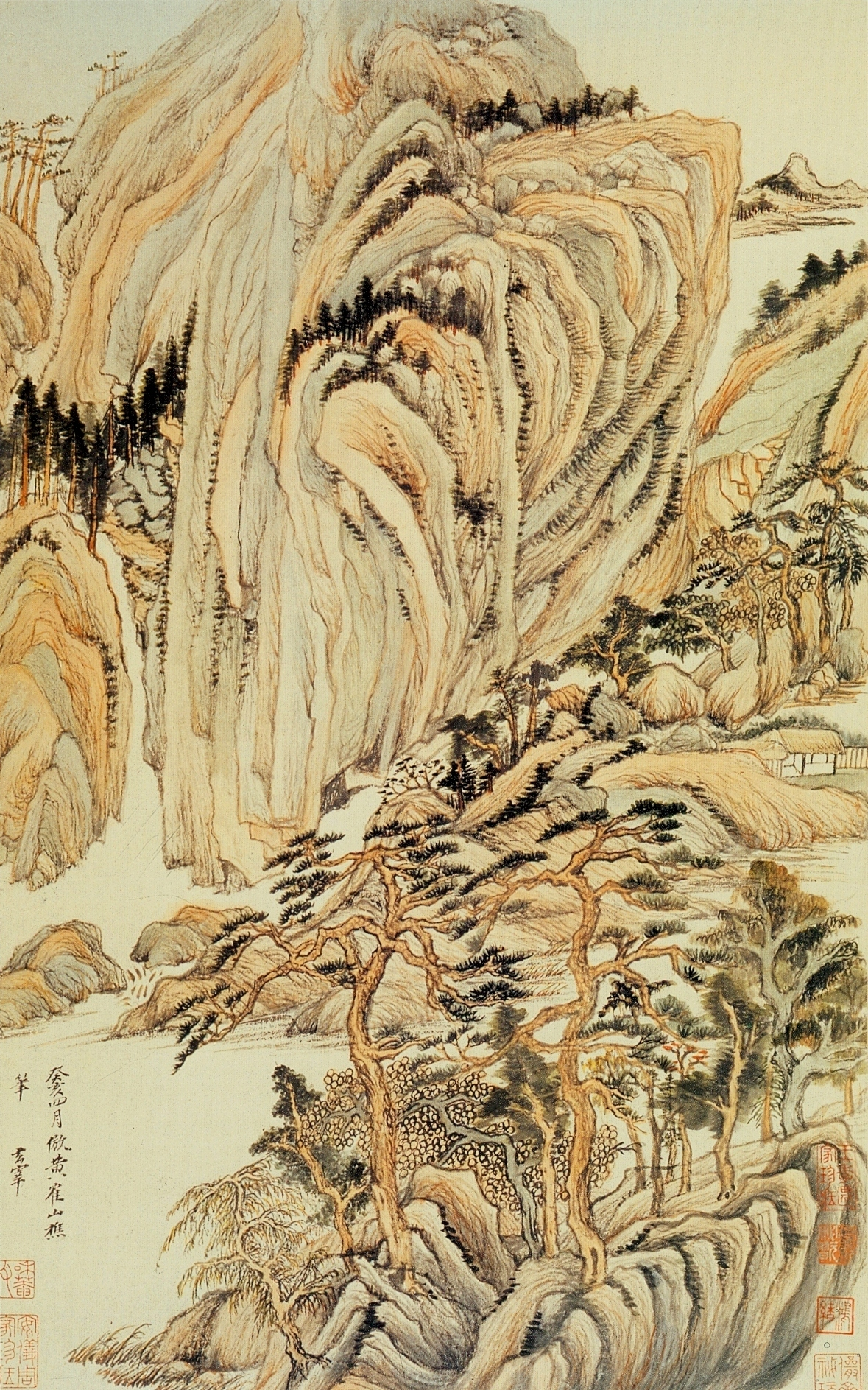
La pintura de Dong Qichang "Paisajes en la forma de los viejos maestros" (Wang Wei). Hoja del álbum Museo Nelson-Atkins

Wang Wei fue un "gran maestro" del jueju: muchas de sus cuartetas representan escenas silenciosas de agua y niebla, con pocos detalles y poca presencia humana. Expertos comentan que su arte confirma la belleza del mundo, a la vez que cuestiona su realidad última. También establecen una comparación entre la engañosa simplicidad de sus trabajos y el camino Ch'an hacia la Iluminación, el cual se construye con una preparación cuidadosa, mas se logra sin esfuerzo aparente.
Uno de los famosos poemas de Wang Wei es "Un solo corazón" (Xiang Si 相思) dice así:
   相思
   紅豆 生 南國,
   春來 發 幾枝.
   願 君 多 採擷,
   此 物 最 相思.
       Un solo corazón
   Cuando esas bayas rojas del sur,
   Enjoyen las ramas en primavera,
   Llévate a casa un brazado, en mi recuerdo,
   Como un símbolo de nuestro amor.

### Colección del río Wang
Algunas de las poesías más famosas de Wang Wei se hicieron como una serie de cuartetas escritas por él a las que su amigo Pei Di escribió cuartetas de respuesta. Juntos, forman un grupo titulado La colección del río Wang y también a veces se las conoce como los "poemas de Lantian", por el nombre real de la ubicación de la hacienda de Wang, en lo que ahora es el condado de Lantian. Los poemas están inspirados en parte por el hogar lantiano de Wang y las características de su vecindario y por sus correspondencias con otros lugares y características. Sin embargo, los poemas tienden a tener una simplicidad engañosa para ellos, mientras que en realidad tienen una gran profundidad y complejidad al examinarlos más de cerca.
Los poemas recogen alegóricamente el viaje de un poeta, presumiblemente el que hicieron Wang Wei y su amigo íntimo, Pei Di. Representan mucho más que un simple viaje, y ha inspirado a generaciones de poetas, incluyendo recientes adaptaciones en la actualidad.